# Gai Juli Jul (tribú consular 408 aC)
Gai Juli Jul (en llatí: Gaius Iulius L. F. Vop. N. Iullus) va ser un magistrat romà del segle v aC. Era net de Vopisc Juli Jul, cònsol l'any 473 aC. Formava part de la gens Júlia, una antiga gens romana d'origen patrici.
Va ser tribú amb potestat consolar el 408 aC amb dos col·legues. Gai Juli i un dels seus col·legues, Publi Corneli Cos, es va oposar violentament a la nominació d'un dictador. Va ser un altre cop tribú amb potestat consolar l'any 405 aC amb cinc col·legues amb els quals va iniciar el setge de Veïs.
L'any 393 aC va ser censor i va morir exercint aquest càrrec.